# Col·lecció d'art de Carles I
La col·lecció d'art de Carles I  fou una col·lecció de pintures reunida pel rei Carles I d'Anglaterra al segle xvii, constituint una de les millors col·leccions d'art de l'alt renaixement atresorada per una casa reial europea. El seu gust per l'art era ampli, abastant principalment pintors italians i flamencs. Incloïa obres mestres de Ticià i Mantegna, i els famosos cartrons de Rafael, grup de set models per a confeccionar tapissos. Entre els pintors contemporanis va encarregar obres a Rubens i van Dyck. A la seva mort, la col·lecció estava composta per unes mil quatre-centes pintures, quatre-centes escultures i un nombre indeterminat de tapissos, guadamassils, monedes i medalles. Després de l'execució del monarca en el 1649, el nou règim anglès va vendre en pocs anys la col·lecció per finançar les necessitats del nou estat, dispersant les obres. L'incendi del palau de Whitehall de 1698 destruí una part important de les obres que es quedaren al palau.

## El creador de la col·lecció

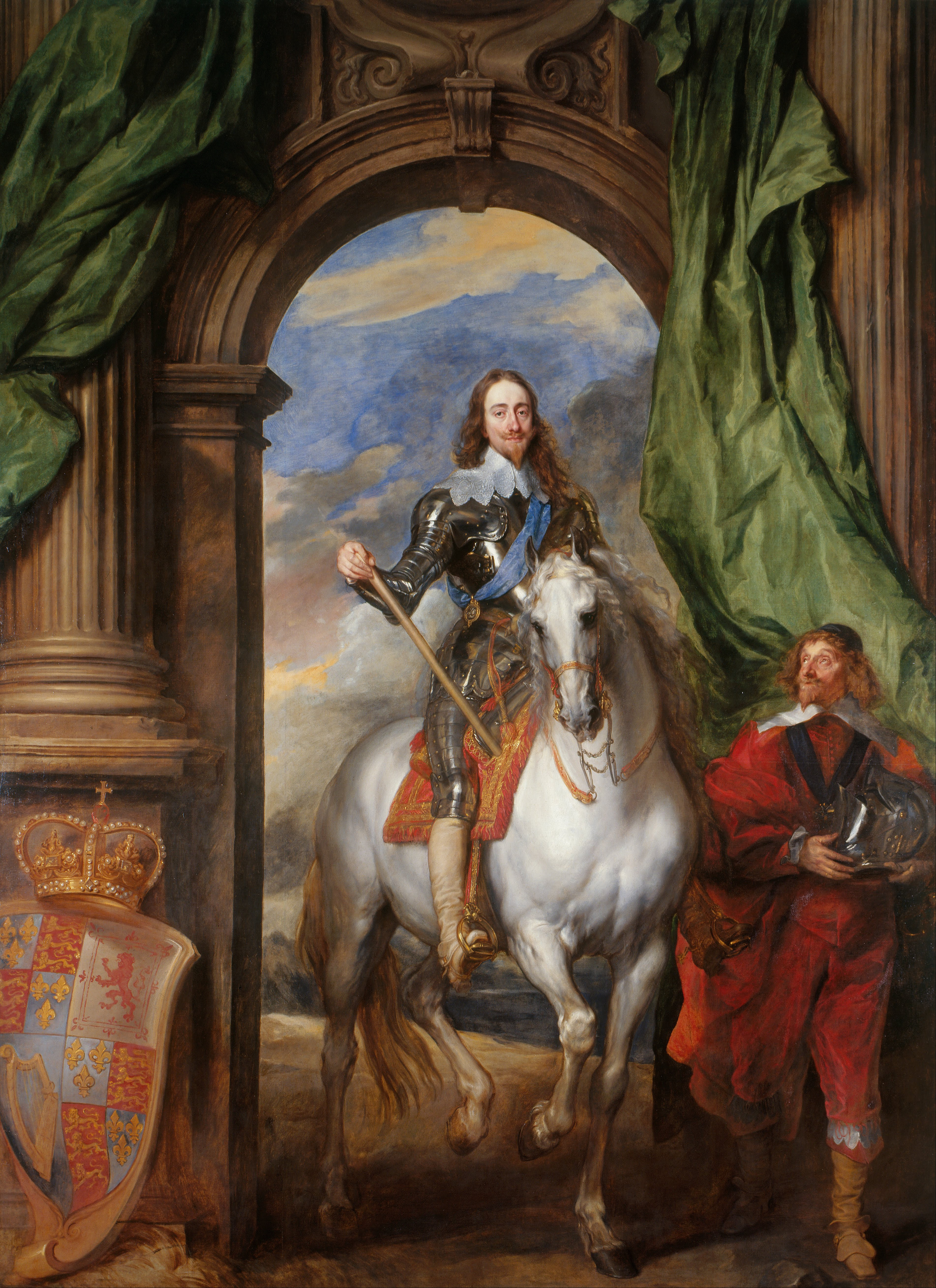
Carles I amb M. de St. Antoine, per van Dyck.

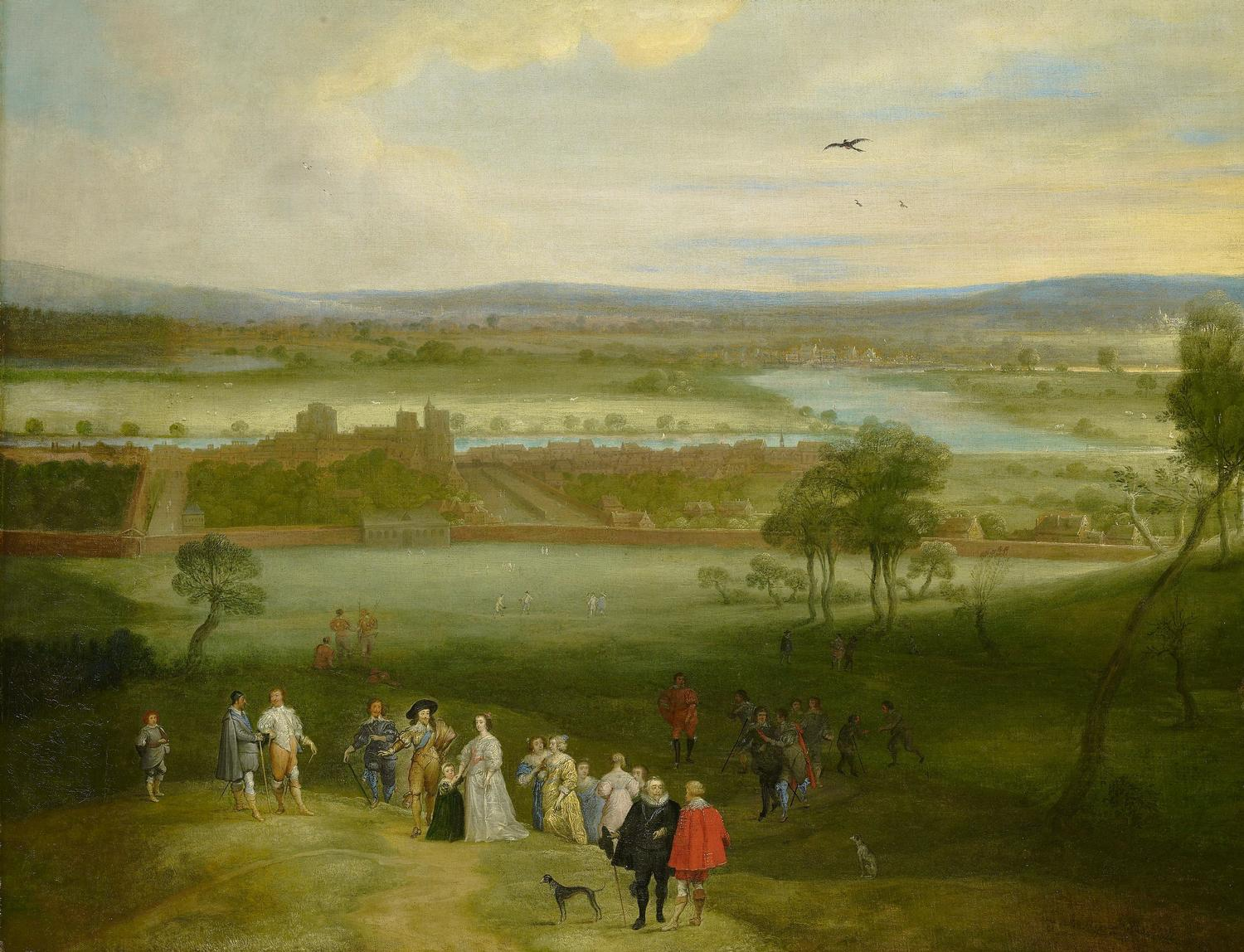
Una vista de Greenwich. El rei Carles I i la seva família, per Adriaen van Stalbemt.

Carles I va néixer el 19 de novembre de l’any 1600 al Palau de Dunfermline, a Escòcia. El seu pare era el rei Jaume VI d’Escòcia; tres anys més tard aquest va succeir a Elisabet I d'Anglaterra en el tron anglès. Carles era el tercer fill de Jaume i la seva esposa, la reina, Anna de Dinamarca. El primogènit era el príncep Enric, nascut el 1594, seguit per Elisabet en el 1596. Carles va créixer amb una sèrie de deficiències físiques, com la baixa estatura i dificultats en la parla, les quals van provocar-li un caràcter tímid i insegur. La seva mare, Anna de Dinamarca, va transmetre amor per la pintura i la música als seus fills, encara que l'educació de Carles es fonamentà en l’estudi del llatí i la religió cristiana, especialment teologia. La seva vida canvià radicalment quan tenia dotze anys, arran de la mort prematura per febre tifoide del seu germà gran el 1612, i Carles passà a ser l'hereu presumpte.
En la seva joventut, Carles inicià una forta amistat amb el favorit del seu pare, George Villiers, el qual fou successivament nomenat cavaller, vescomte, comte, marqués i finalment duc de Buckingham. Villiers mantindria una forta ascendència sobre Carles fins al 1628, quan fou assassinat per la seva excessiva influència sobre el monarca anglès. S'atribueix a la bel·licositat de Villiers els sobtats canvis de criteri del rei en assumptes polítics. Per exemple, va passar de voler casar-se amb una infanta espanyola a declarar la guerra a Espanya, amb la mateixa rapidesa amb la que es comprometé amb una princesa francesa per declarar la guerra a França un cop s'havia celebrat el matrimoni.
En l'àmbit privat, els seus gustos eren moderats i era amant de la cerimònia; va substituir els grans festins i banquets de l'època del seu pare per entreteniments on l’estètica tenia un paper important, com mascarades amb música i ball.
La incapacitat d'obtenir els ingressos necessaris per lluitar a la guerra, primer contra Espanya (1624-1630) i després contra França (1626-1629) fou l'inici del conflicte de Carles I amb el parlament anglès. El que el parlament no li atorgà, ell intentà obtenir-ho directament dels seus súbdits per la força. Addicionalment, la seva política religiosa, la guerra contra Escòcia amb lleves majoritàriament catòliques, van acabar per consumir la confiança que la paraula del rei tenia davant els seus súbdits, fins al punt d’arribar a partir de 1642 al conflicte armat de la guerra civil anglesa. El 1649 Carles fou jutjat, declarat culpable d'alta traïció com a "tirà, traïdor, assassí i enemic públic” i tot seguit decapitat,  sent la primera vegada en la història d'occident que un monarca fou executat de forma pública.
Carles I fou el primer monarca anglès que s'interessà per l'art i creà una col·lecció d'interès. Abans de la seva estada a la cort dels Habsburg a Madrid, la seva experiència com a col·leccionista d’art es limitava a haver heretat algunes obres del seu germà gran, Enric. Si bé la seva cort no era fastuosa comparada amb la de França o la del seu propi pare, Carles I gastà molts diners com a patró de les arts. En canvi, en comparació amb altres monarques, Carles I inicià pocs projectes arquitectònics.

### L'estada a la cort de Madrid
El juny de 1604 Jaume I d'Anglaterra va arribar a un acord amb Espanya per finalitzar la guerra anglo-espanyola, mitjançant el Tractat de Londres, restablint la pau entre els dos estats. El tractat li permeté normalitzar les relacions amb l’Europa catòlica, trencades des de la ruptura d’Enric VIII d'Anglaterra amb l'Església Catòlica Romana, i el seu establiment com cap de l'Església d'Anglaterra. Des de la ruptura, en la dècada del 1530, els anglesos tenien prohibit viatjar als països catòlics d’Europa. L’establiment d’un acord va tenir un gran impacte en la vida cultural d’Anglaterra. A partir de l’acord, Jaume VI va poder anomenar ambaixadors a tots els països, i els ciutadans anglesos podien viatjar a ciutats com Roma, Florència i Venècia per apreciar l’art del reis, nobles i eclesiàstics.
En una Europa que patia les tensions prèvies a la guerra dels trenta anys, Jaume I d'Anglaterra era un monarca que preferia la pau a la guerra, i considerava el  matrimoni dels seus fills com un component d’una estratègia  més amplia, destinada a equilibrar forces hostils. Havent casat la seva filla Elisabet amb un príncep protestant en el 1613, volia casar un fill amb una infanta espanyola. Poc després de la mort del seu fill primogènit Enric en el 1612, Jaume I havia començat a fer plans pel seu fill supervivent i futur rei, Carles. Aviat va arranjar el seu casament amb la infanta Maria Anna, germana del rei Felip IV de Castella, amb l’objectiu d’establir una pau duradora amb Espanya. La cort espanyola no tenia la intenció de casar una infanta amb un heretge, però mantenia les negociacions com una forma de mantenir a la corona anglesa apaivagada.
Després d'esperar deu anys sense treure l'aigua clara del seu possible matrimoni amb una infanta espanyola, el març de 1623 el príncep Carles  es desplaçà a Madrid acompanyat de George Villiers, el primer duc de Buckingham, amb l’objectiu d'acordar d'una vegada el casament amb la infanta. Si bé la missió va acabar en fracàs, l’estada en vuit mesos va contribuir decisivament a formar el criteri artístic del futur rei anglès. Durant la seva estada, va poder contemplar les col·leccions artístiques exposades al monestir d'El Escorial, a la residència reial de Felip IV i altres indrets. Entre els autors, les obres de Ticià van influenciar al jove príncep; per exemple, la pintura Carles V a cavall a Mühlberg serví de patró per que Anton van Dyck plasmés durant 1637-1638 dues pintures amb el ja rei Carles I a cavall.
El príncep Carles va comprar a Madrid algunes obres de Ticià, i Felip IV també l’obsequià amb algunes pintures de Paolo Veronese i escultures de Giambologna. Carles va tornar a Londres amb una selecta col·lecció de pintures i amb el convenciment de la importància de posseir una àmplia i prestigiosa col·lecció d’art com a testimoni del poder i autoritat del monarca.
Un cop superat el fiasco espanyol, el jove príncep va voler consolidar una bona relació amb França. Com a part d'aquesta política, va negociar el seu casament amb Enriqueta Maria de França, germana del monarca Lluís XIII de França. El rei Jaume morí el març de 1625, i Carles es convertí en rei d’Anglaterra i Escòcia, i el maig del mateix any es casà per poders amb la seva promesa.

## El col·leccionisme d'art a l'Anglaterra a principis del segle XVII

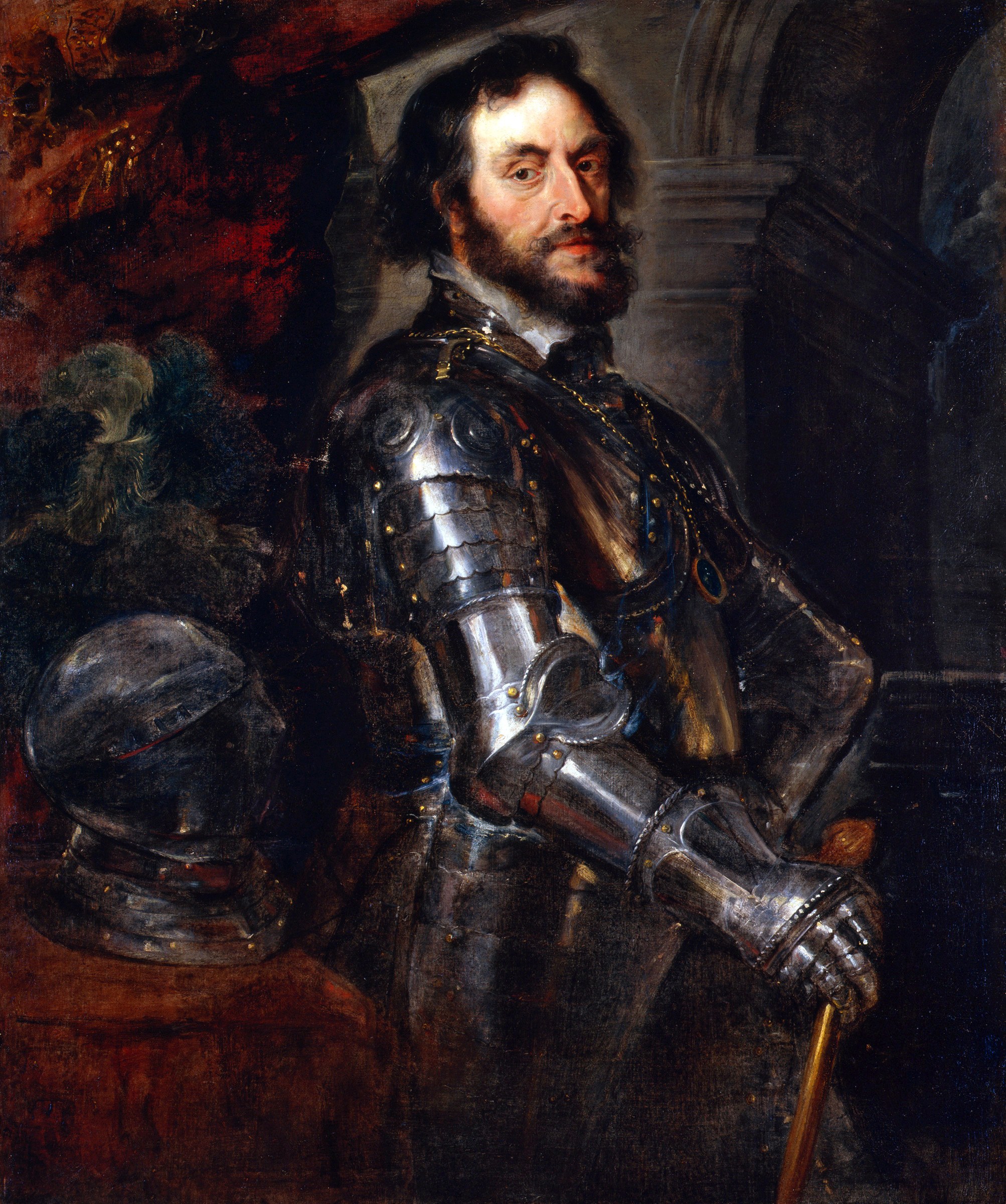
Thomas Howard, per Rubens.

Fins a principis del segle XVII, la col·lecció reial anglesa de pintures era de dimensions modestes en comparació amb altres corts europees. Si bé els reis Enric VIII i Isabel I tenien retrats de monarques i d'esdeveniments importants, el seu propòsit era principalment potenciar la seva imatge personal, i els objectes més prestigiosos penjats a les seves parets eren els tapissos. Això va ser en part degut a la reforma protestant. Els protestants consideraven la devoció a l'art religiós com una forma d'idolatria. Com a resultat, els líders de la reforma van ordenar la destrucció de l'art religiós i la cultura material, la qual cosa va provocar un gran descens de l'art visual a Anglaterra. La importació de pintures estava prohibida penalment des del segle xiv, i les lleis penals de 1571 prohibien la importació de "creus, pintures,.. i altres objectes supersticiosos de Roma".
En el 1600, l'objecte d'art mes valorat al nord d'Europa eren les estàtues clàssiques, i no fou fins després que l'estima per la pintura va començar a créixer. Inicialment les pintures no eren tan valorades com els tapissos, plats i joies. En canvi, les famílies benestants d'Itàlia havien anat col·leccionant pintures i escultures des del segle XV, però a Anglaterra aquesta activitat no va iniciar-se fins a principis del segle XVII. A partir de la dècada de 1610, els aristòcrates de l'època jacobea començaren a col·leccionar obres d’art d’artistes italians del segle XVI. El primer que inicià aquesta activitat fou Thomas Howard, comte d'Arundel.
El fet d’haver de recórrer a intermediaris es devia a les característiques del mercat d'art. A Flandes, les ciutats d'Anvers i Haarlem eren uns dels centres del mercat internacionals d’art, on artistes, intermediaris i aristòcrates compraven i venien obres en vendes i subhastes públiques. Aquestes ciutats eren el pont entre l’art italià i els compradors del nord d’Europa. Carles havia de delegar en agents que compressin obres als Països Baixos i els enviessin a Anglaterra.
Respecte a Itàlia, aquest era un destí complicat per a un no catòlic. La ciutat de Roma tenia una de les lleis més restrictives respecte a l’exportació d’obres d’art. La república de  Venècia gaudia de més tolerància religiosa, una regulació de l’exportació d’art més flexible i, especialment, un mercat més actiu, causat per l'inici del declivi econòmic i artístic de la ciutat, que provocà la posada en venda de moltes col·leccions d’art.

### El grup de Whitehall

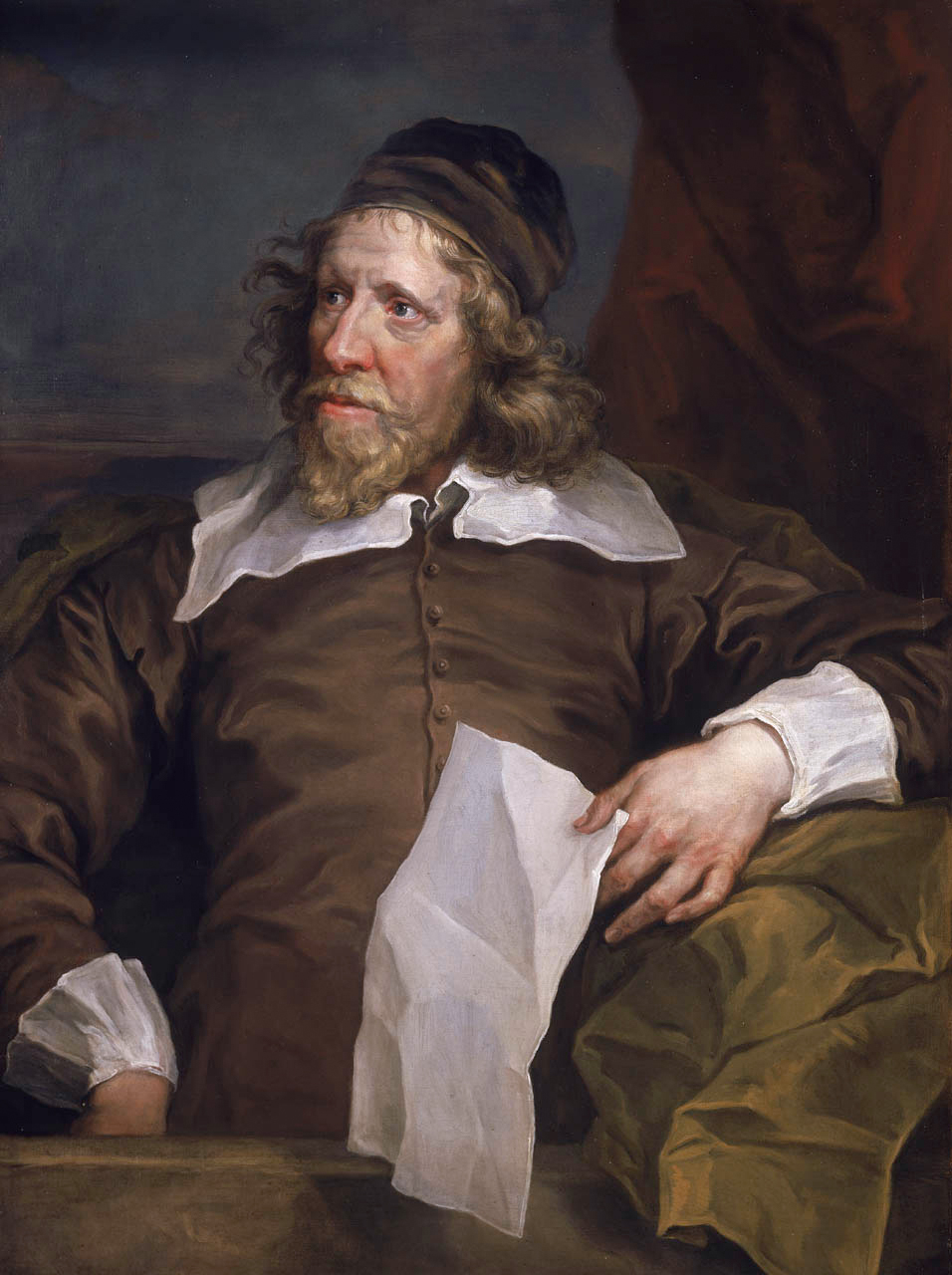
Inigo Jones, per van Dyck.

Fins el final del regnat de Carles I, era la noblesa la que establia la pauta cultura a Anglaterra. I dintre de la noblesa, el grup de Whitehall era un petit i selecte grup d’estudiosos i col·leccionistes d’art interessats en l’adquisició d’obres renaixentistes i barroques, i que contribuïren a la definició del gust estètic a l'Anglaterra del moment. A part del rei, aquest grup estava format pels següents personatges.
- Thomas Howard, comte d'Arundel. Noble que havia viatjat extensament pel continent, devot col·leccionista de pintures italianes i escultures clàssiques, havia iniciat la seva col·lecció abans que Carles I accedís al tron; a través dels seus contactes a Itàlia feu possible la compra de diverses pintures italianes entre les que s'incloïa una Madonna de Rafael.[26]. Va ajudar decisivament a assegurar a Rubens un lloc preeminent en el patronatge reial.[27]
- George Villiers, primer duc de Buckingham. Favorit i amant de Jaume I d'Anglaterra. Inhabitualment, també fou el favorit del seu fill, Carles I d'Anglaterra.[16] Des de 1610 va anar constituint una col·lecció d’art en competència  amb altres nobles anglesos i el propi monarca. També va fer facilitar l’atracció d’artistes residents al continent cap a la cort anglesa.[27]
- William Herbert, tercer comte de Pembroke i el seu fill Philip Herbert, quart comte de Pembroke.
- James Hamilton, comte d'Arran. Nobles escocès, el 1636 va adquirir una magnífica col·lecció italiana de 230 pintures i 40 escultures a través de Basil Feilding, ambaixador anglès a Venècia.[27]

Si bé els seus contemporanis atribuïen al rei un ampli coneixement artístic, en ben poques vegades el monarca seleccionà personalment les pintures foranes que s'importaven per a la seva col·lecció. Més aviat confiava en un grup d’agents i experts per descobrir oportunitats en el mercat i decidir si valien el que se’n reclamava.. Els consellers i agents més destacats eren un grup reduït, del qual el rei es refiava del seu criteri.
- Inigo Jones. Home molt proper al rei, fou el primer arquitecte britànic significatiu, i era la persona amb major influència sobre la cultura de la cort perquè va desenvolupar un nou estil arquitectònic, ideà moltes escenografies dels balls mascarats de la cort i va aconsellar moltes de les adquisicions d’obres d’art.[28]
- Ben Jonson, dramaturg, fou l’ autor dels guions dels balls mascarats de la cort de Carles I.[28]
- Balthazar Gerbier, arquitecte i marxant d'art del duc de Buckingham.[29]
- Daniel Nijs. Comerciant flamenc que es traslladà a viure a Venècia. Va ser l'agent que feu possible la compra de la col·lecció Gonzaga per part de Carles I.[27]
- William Petty
- Sir Dudley Carleton. Ambaixador a la república de Venècia entre 1610 i 1615, adquirí nombroses pintures per Robert Carr, comte de Somerset. El 1618 era ambaixador a La Haia, i Rubens li vengué dotze pintures pretesament de la seva autoria a canvi d’una col·lecció d’estàtues clàssiques. De les dotze obres, només cinc eren producte exclusiu de la mà de Rubens.[30] Carleton, poc coneixedor, les acceptà.[31]
- Abraham van der Doort. Artista holandès, era el guardià de la col·lecció d’art del rei, i el 1639 en feu un inventari complet. El 1640 es suïcidà al no trobar en la col·lecció una pintura que el rei li sol·licità.

## L'adquisició de la col·lecció Gonzaga

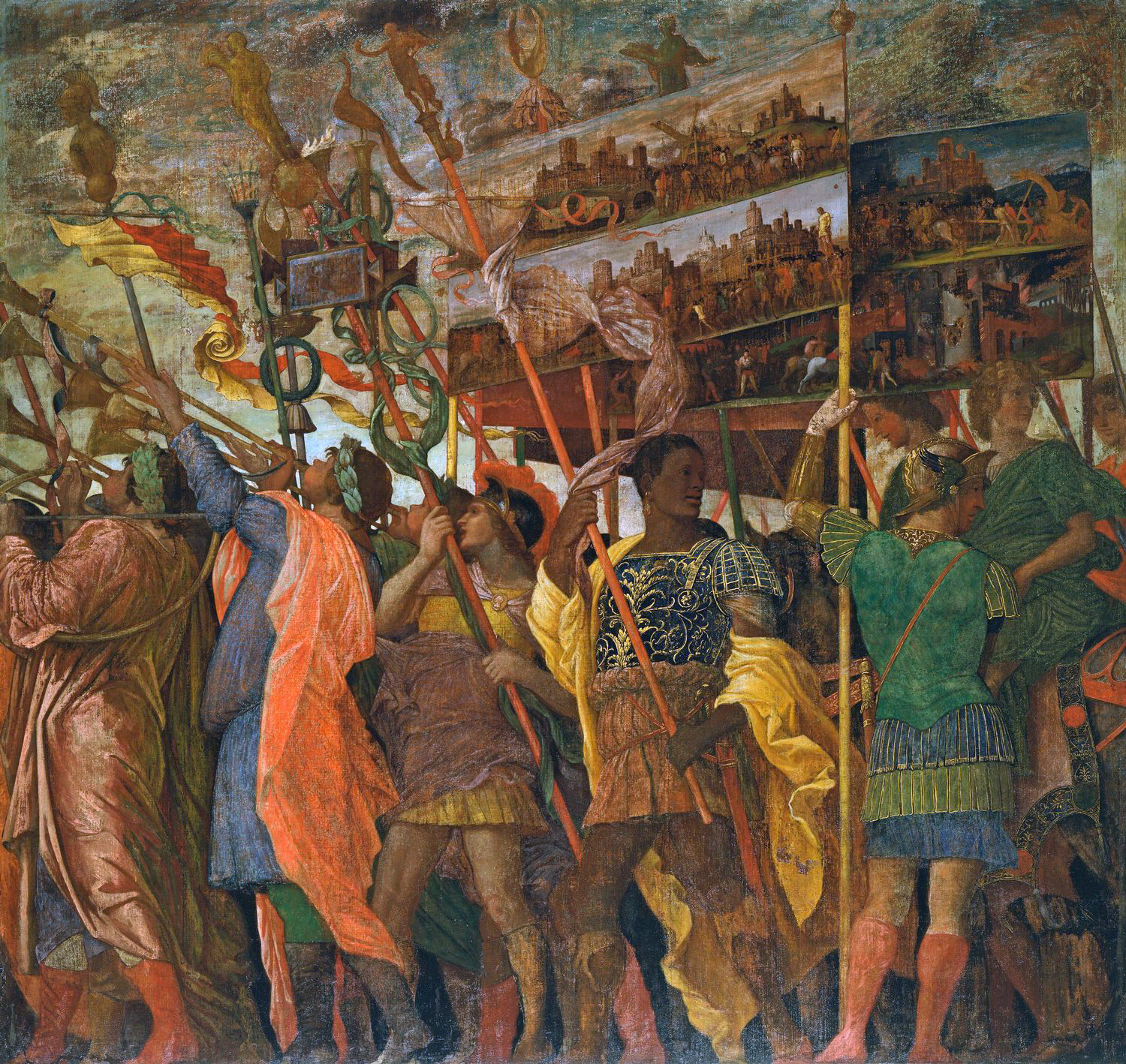
Triomf de Juli Cèsar, primer llenç. Els portadors dels estendards.

Lluís III Gonzaga, segon marquès de Màntua, va ser un gran patró de les arts en la segona meitat del segle XV. Va atreure a Màntua a reconeguts artistes del Renaixement italià com Pisanello, Leon Battista Alberti i Andrea Mantegna amb l’objectiu que la seva cort competís en magnificència respecte a ciutats més poderoses com Florència, Venècia i Roma. Els successors de Lluis van anant ampliant la col·lecció, que incorporà obres de Ticià, Leonardo da Vinci, Rafael, Antonio da Correggio i Giulio Romano, constituint una gran col·lecció d'art renaixentista, la col·lecció Gonzaga.
El 1625 Carles I va enviar Nicholas Lanier, mestre de la música del rei, a una expedició de sis mesos a Itàlia per comprar pintures pel palau de Whitehall. El seu primer destí fou Venècia, on conegué a Daniel Nijs, un exitós marxant d’art, que va propiciar que Lanier conegués a Ferran I Gonzaga, duc de Màntua i visités la seva extensa col·lecció d’art, la qual interessà molt a Lanier. Si bé Ferran I no tenia intencions de vendre, les negociacions per a una possible adquisició d'algunes obres van restar en mans de Nijs, i Lanier marxà a Roma on adquirí unes 30 pintures que exportà a Londres. Entre elles destacà un retrat d'ell mateix, el qual encarregà a un jove pintor, Anton van Dyck, i tornà a Londres el 1626.
El 26 d'octubre de 1626 el duc de Màntua morí, i fou succeït pel seu germà petit, Vicenç II, home amb salut delicada i sense fills. Aquest fet accelerà les negociacions de la venda. Després d'intenses negociacions entre Nijs i el canceller Alexandre Striggi, administrador dels bens del duc, s'acordà la venda de la col·lecció. El 4 de setembre de 1627 les pintures ja estaven a Venècia, sota control de Nijs, i es van enviar cap a Londres l'abril de 1628. 
No plenament satisfet amb les pintures, Nijs volia adquirir la col·lecció d'estàtues i algunes pintures més, especialment Triomfs de Juli Cèsar, una sèrie de nou grans pintures creades per Andrea Mantegna. Vicenç II, abans de morir el desembre de 1627, acordà que la successió el ducat acabés en mans de Carles I Gonzaga-Nevers. El nou duc estava necessitat de diners per poder finançar l'enfrontament bèl·lic amb diverses potències, descontentes de que el ducat passés a mans franceses.  La pressió per les dues parts per arribar a un acord de venda abans que la guerra de successió de Màntua fes impossible la transacció, provocà que Nijs assumís personalment el pagament de 10.500 lliures per unes 100 estàtues, cameos, pintures i la sèrie dels Triomfs de Juli Cèsar.
Després d’un refredament en l’interès per part dels anglesos, Nijs va obrir negociacions amb els francesos, amb el cardenal Richelieu per un cantó i amb Maria de Medici per un altre, encara que finalment la col·lecció es vengué a Carles I. La col·lecció, un cop exhibida a Londres, despertà una reacció controvertida. Si bé el rei i el seu cercle mostrà la seva satisfacció, molts puritans mostraren la seva oposició a l'entrada d'"art catòlic" al país. L'adquisició de la col·lecció Gonzaga va incrementar el prestigi internacional de Carles I, però també va començar a crear a Anglaterra un ressentiment per l’ús frívol del recursos, el qual va tenir un paper significatiu en la creixent oposició al monarca.

## Les contribucions de Rubens

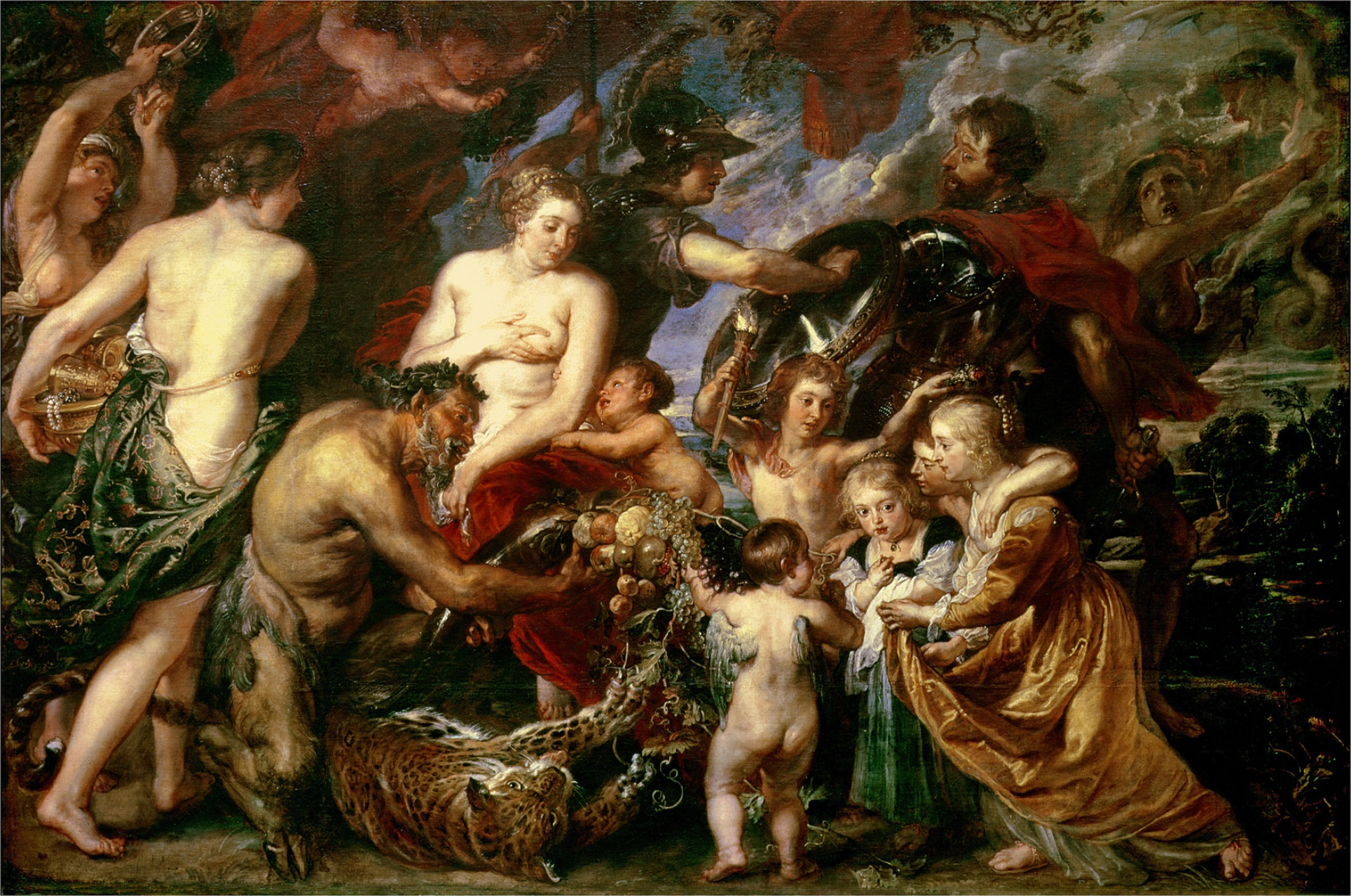
Pau i Guerra, per Rubens.

El 1621, durant les negociacions entre la cort anglesa i espanyola pel casament de Carles I amb una infanta, Sir Tobie Matthew, cortesà del rei anglès, va contactar amb Peter Paul Rubens, mestre de la pintura barroca a Europa i catòlic convençut, per que aquest pintés els sostres de la Casa del Banquet del Palau de Whitehall. El projecte no reeixí perquè el pintor tenia altre projectes engegats.
El març de 1628, el comte de Carlisle, membre prominent de la cort de Carles I, es va posar en contacte amb Rubens per tornar a demanar-li el mateix encàrrec, i sembla que Rubens va idear l’esbós de set dels nous panels del sostre. Poc temps després, Rubens va viatjar a la cort espanyola per a una visita de vuit mesos, durant els quals sembla que va ajudar a persuadir al govern hispà a iniciar les negociacions per a una treva amb Anglaterra. El rei Felip IV de Castella envià a Rubens a Anglaterra amb la missió de preparar el terreny per reprendre les relacions diplomàtiques entre els dos països. L’arribada d’un ambaixador espanyol el gener de 1630 finalitzà l’activitat diplomàtica del pintor, però aquest va romandre dos mesos més a Anglaterra.
Durant la seva estada a Londres, la situació artística a la cort reial era immillorable. Les primeres obres de la col·lecció Gonzaga acabaven d’arribar, i Rubens gaudia d’accés total no sols a les col·leccions reials, sinó també a les de cortesans com Buckingham i Arundel. Rubens va rebre l'encàrrec de pintar els sostres de la Casa del Banquet amb una iconografia que celebrava el regnat de Jaume I d'Anglaterra, pare de Carles I. També pintà Paisatge amb Sant Jordi i el drac, Pau i Guerra, obra inspirada en la mitologia clàssica, així com diversos retrats.
El rei Carles va estar molt satisfet pel serveis de Rubens, com a pintor i com ambaixador. En agraïment, el va nomenat membre de l'Orde de la Lligacama, li va regalar un diamant que el rei duia personalment de forma habitual i li retribuí els encàrrecs de forma molt generosa.

## Obres de Rembrandt

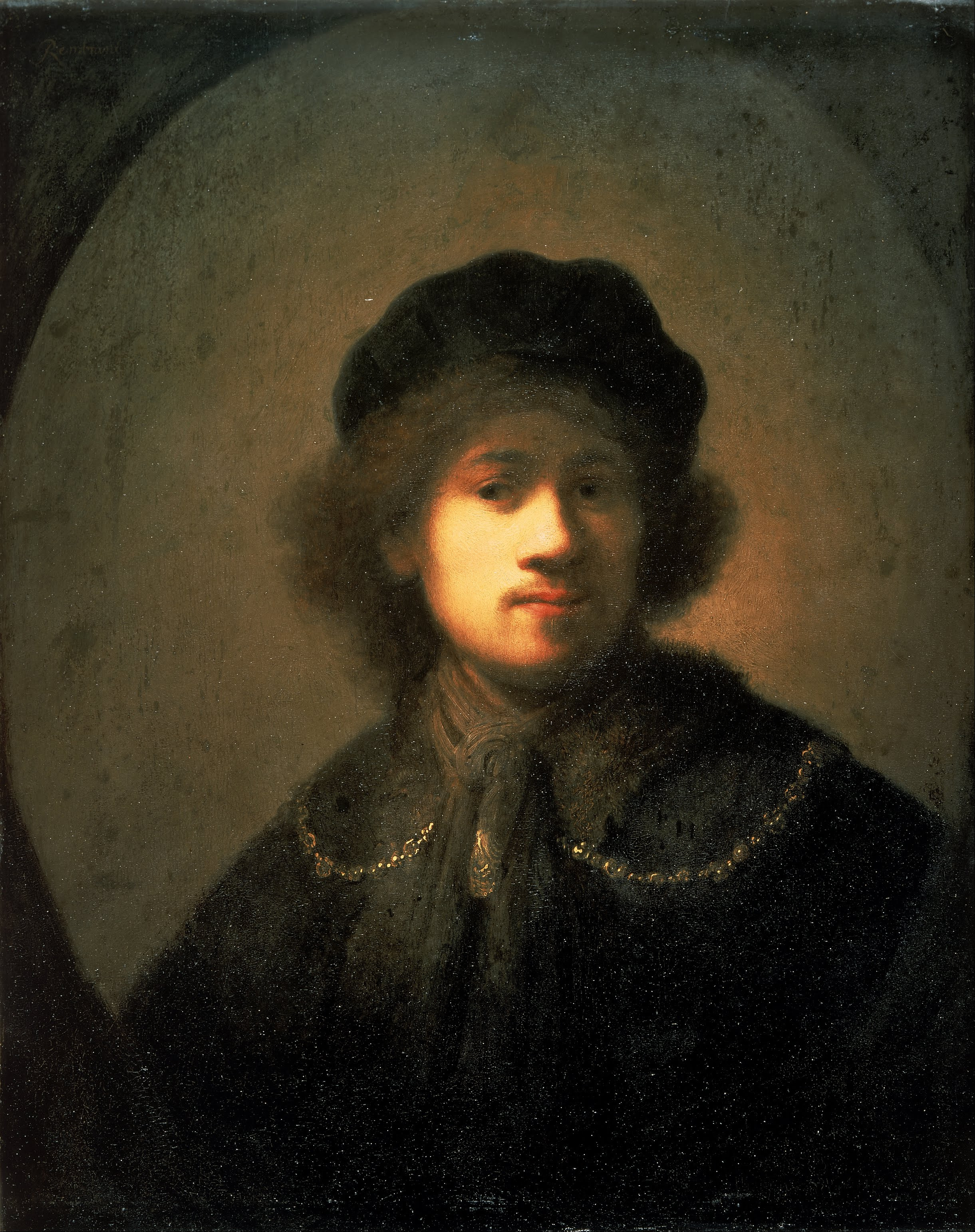
Retrat de l'artista com a home jove, per Rembrandt.

La col·lecció de Carles I també va rebre obres de Rembrandt. El seu origen rau en un episodi important de la Guerra dels Vuitanta Anys, el conflicte que enfrontà del Províncies Unides del Països Baixos contra el rei d'Espanya per assolir la seva independència i llibertat religiosa, i fou la captura el 14 de setembre de 1629 de la ciutat imperial de 's-Hertogenbosch per part de la República. Rubens, enviat pel rei d'Espanya a la cort de Carles I d'Anglaterra per restablir les  relacions entre els dos països, captivà al rei Carles, la qual cosa podria implicar la fi del suport anglès a la causa dels Països Baixos. El pintor – ambaixador començava a tenir una gran influència sobre el monarca anglès, fins al punt que es diu que aquest va plorar quan s’assabentà de la rendició de 's-Hertogenbosch.
Un cop capturada la ciutat, per intentar contrarestar la influència de Rubens, el Stadhouder (cap d'estat) Frederic Enric d'Orange-Nassau va obsequiar a Carles I amb diverses obres de Rembrandt i Jan Lievens. L’obra més coneguda d’aquest lot és l’autoretrat de Rembrandt “Retrat de l’artista com a home jove”.
Prèviament, un autoretrat de Rembrant havia estat enviat a Carles I el 1623, quan aquest encara era Príncep de Gal·les.

## Col·leccionista d'art renaixentista i barroc

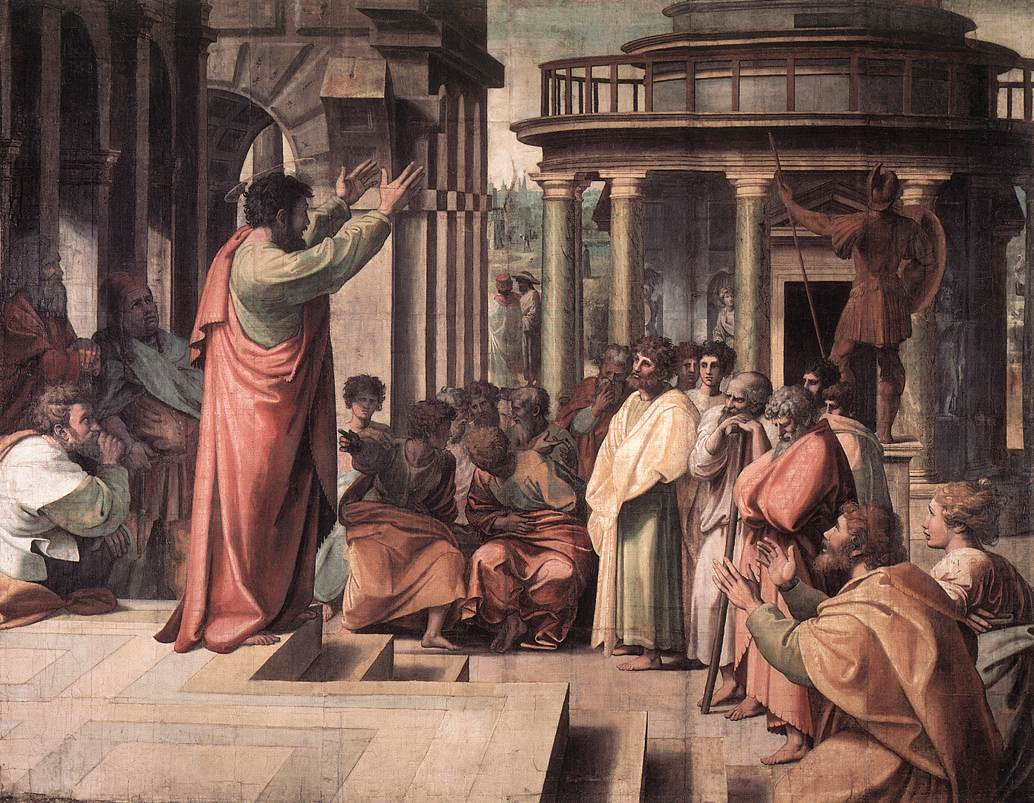
Cartró de Sant Pau predicant a Atenes, de Rafael.

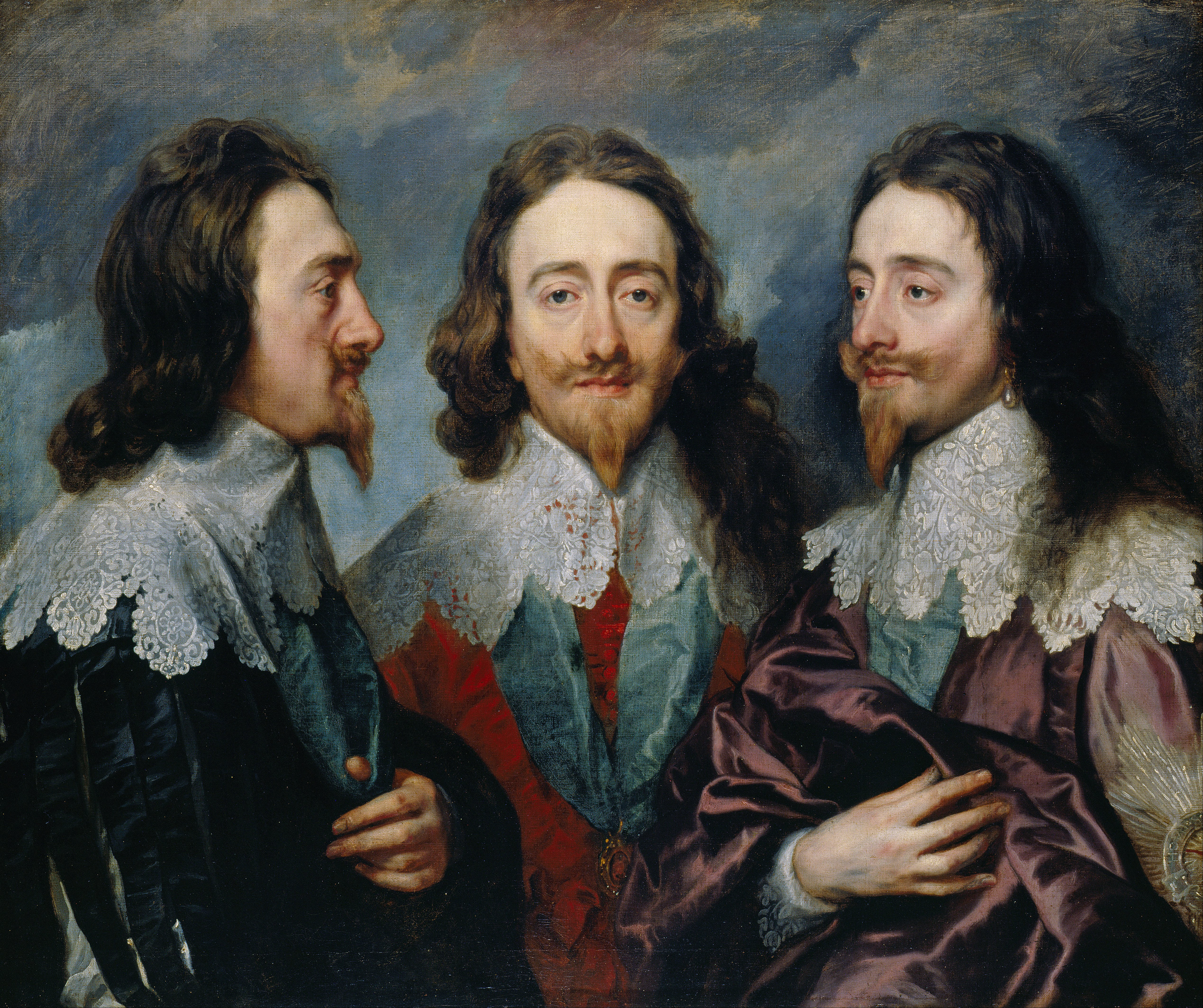
Retrat triple de Carles I, per Anthony van Dyck.

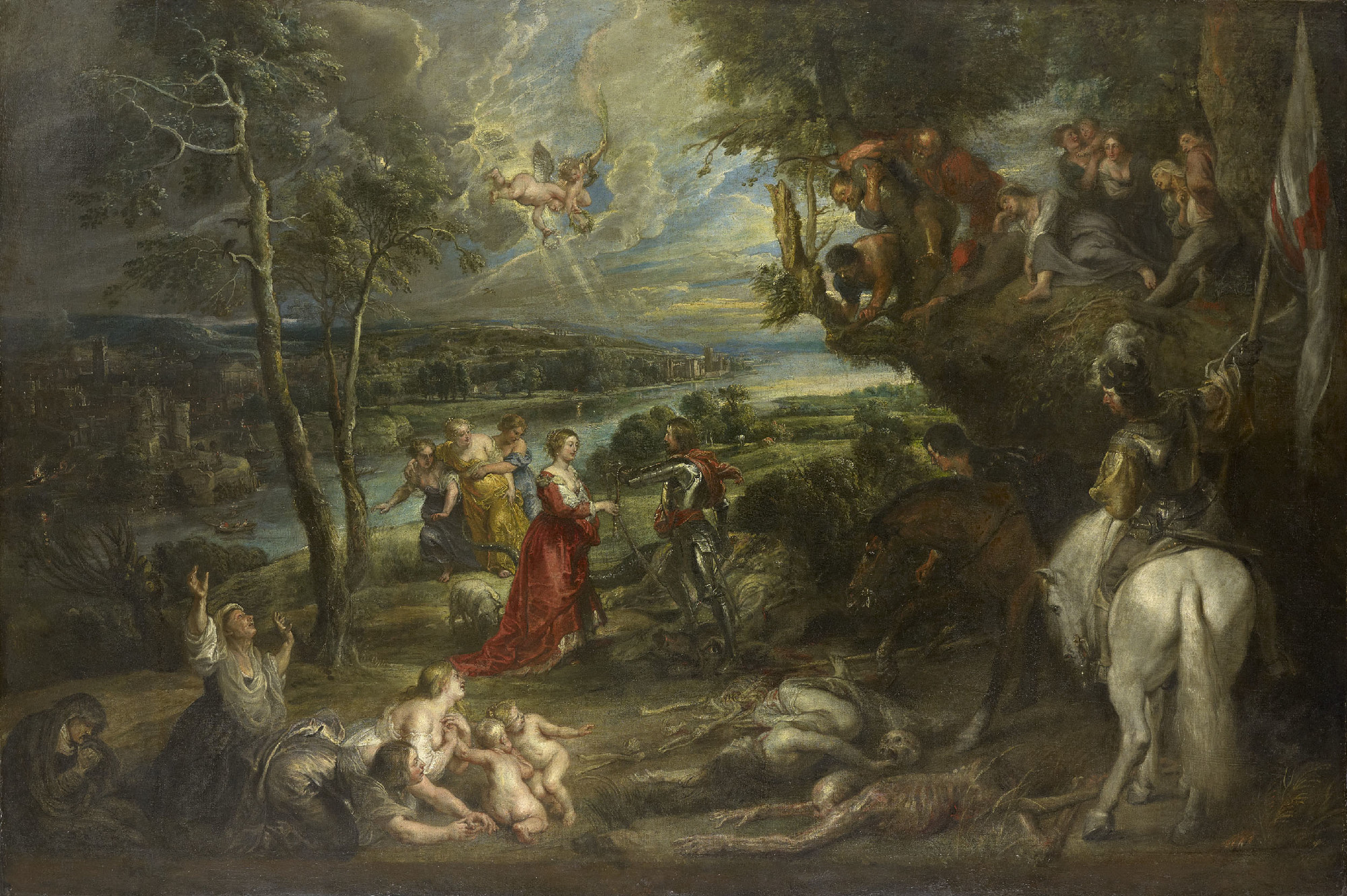
Paisatge de St. Jordi i el drac, per Rubens.

Tant aviat Carles I fou coronat en el 1625, el nou monarca va voler atreure artistes italians a la cort anglesa. Primer ho intentà amb Guercino, el qual es negà per no haver de treballar amb un lloc ple d’heretges i un clima dolent. Seguidament ho provà amb Francesc Albani, amb una carta escrita personalment pel rei, però aquest també refusà. Tampoc se’n sortí amb l’escultor Pietro Tacca. Finalment Carles tingué més sort amb el pintor Orazio Gentileschi i l’escultor Francesc Fanelli, encara que la qualitat artística dels dos restà bastant per sota de les expectatives de la cort.
Les adquisicions de la col·lecció es van dur a terme en una època en què Europa es trobava immersa en la Guerra dels Trenta Anys (1618-1648). Com altres monarques, Carles aprofità el conflicte que afectà greument als Països Baixos, Itàlia i Europa central per adquirir pintures i estàtues de reis, estats i individus arruïnats per la guerra.
L'abundància i qualitat de les obres procedents del Renaixement italià era el que diferenciava la col·lecció del rei Carles d'altres. El fet que Carles I comencés a fer de col·leccionista ja ben entrat el segle XVII va provocar que les obres dels tres màxims exponents del renaixement italià, Leonardo da Vinci, Miquel Angel i Rafael, li fossin molt difícil d'aconseguir. Malgrat això, va aconseguir la pintura Sant Joan Baptista de Leonardo da Vinci i, excepcionalment, també una escultura de Miquel Angel, Cupido dormint. De Miquel Angel no va poder prendre possessió de cap pintura, perquè com a pintor es dedicà principalment a la pintura al fresc, en edificis. De Rafael, Carles va comprar el 1623, quan encara era príncep de Gal·les, els cartrons de Rafael, un conjunt de set grans models per a tapissos que il·lustren escenes de les vides de Sant Pere i Sant Pau. El cartrons estaven destinats a servir de patrons per fabricar tapissos amb les mateixes imatges. Una altra obra de l’autor a la col·lecció reial era Sant Jordi i el drac. En canvi, Carles va poder adquirir moltes obres de Ticià i altres artistes italians.
Malgrat posseir una il·lustre col·lecció de pintures del Renaixement nòrdic, Carles I no mostrava per l’obres d’aquest origen el mateix entusiasme que per les que procedien del Renaixement italià. De fet, a mida que Carles s'anava fent gran, l’estima per aquestes obres anava disminuint. Si bé Carles I, en la seva joventut, s'havia interessat per les pintures procedents del Països Baixos i especialment pels retrats de mitjans de segle xvi, a mida que passà el temps la seva estima per les obres d’aquest origen anà minvant. En l’actualitat es considera que la qualitat d’aquestes obres és superior a la que atribuïa el rei anglès. La seva col·lecció incloïa pintures dels Països Baixos, amb autors com Pieter Brueghel el Vell i Jan van Eyck i també d’Alemanya, on destacaven obres de Lucas Cranach el Vell,Hans Holbein el Jove i especialment Albrecht Dürer.
L’actitud del monarca, i també de la resta de la cort anglesa, cap a les obres contemporànies, del barroc, era més ambivalent. Però això no l’impedí que  després d’haver col·leccionant obres d’art durant vint-i-cinc anys , Carles I ostentés una gran col·lecció d’obres barroques. En pintura, els dos artistes que millor defineixen visualment el regnat de Carles I són Peter Paul Rubens i el seu deixeble més famós i destre, Anthony van Dyck. Si bé els dos eren flamencs, havien passat llargues temporades a Itàlia i havien assumit l’estètica barroca. Les obres barroques més prominents i pròpiament italianes eren un bust de marbre del mateix Carles I, encarregat a Gian Lorenzo Bernini, i la pintura monumental de Bacus i Ariadna del pintor bolonyès Guido Reni, encarregada per la reina. Atès que Bernini vivia a Roma, van Dyck va pintar el retrat triple de Carles I en un sol llenç, el qual fou enviat a Itàlia perquè l’escultor tingués un model sobre el que fer l’escultura.
El 1633 van Dyck es mudà a Londres, i rebé l’encàrrec del propi monarca de fer una pintura del rei a cavall, essent aquest unes de les obres més conegudes de la col·lecció. Carles I el feu cavaller, atorgà una pensió de 200 lliures anuals i li proporcionà una casa. La pintura estava exposada al costat de set pintures, cadascuna representant un emperador romà muntat a cavalls, obres provinents de la col·lecció Gonzaga. El rei volia demostrar als visitants que ell pertanyia a la mateixa categoria de sobirans. La perícia de van Dyck va acabar de forma brusca amb l’activitat d’un altre pintor flamenc, Daniel Mitjens, el qual havia treballat per al rei i la cort anglesa des de 1618. El 1634, les seves pintures es van despenjar perquè difícilment suportaven una comparació amb els treballs de van Dyck, i el pintor se’n va anar a La Haia per no tornar més.
El 1628 el pintor holandès Gerard van Honthorst va ser convidat pel Carles I a Anglaterra. Allà pintà un gran pany de paret de la Casa del Banquet del palau de Whitehall, amb una representació d'Apol·lo i Diana (Carles i la seva reina, Enriqueta Maria) seguts sobre núvols mentre eren instruïts en les set arts liberals per part de Mercuri (el duc de Buckingham). La pintura agradà molt al rei, i si bé aquest va intentar que Honthorst  es quedés a Anglaterra, l'artista tornà a Holanda aquell mateix any.
Moltes de les obres d'art estaven a la residència reial, el palau de Whitehall, un gran conjunt d’edificis amb un total de 1.161 habitacions. En altres castells i residències, com el  palau de Sant Jaume, el palau de Hampton Court, els palaus de Greenwich, Richmond, Nonsuch, el castell de Windsor, Winbledon, Oatlands, el castell de Kenilworth, Syon House, Bewdley, House, el castell de Ludlow, la torre de Londres i fins i tot el castell de Carisbrooke, situat a la illa de Wight, també allotjaven obres d’art.
Carles I s'hagué de mudar del palau de Whitehall i marxar de Londres el 1642, per les circumstàncies  de l’inici de la guerra civil anglesa. A partir d’aquest moment, la seva faceta d’aficionat a l’art quedà interrompuda pels afers polítics i bèl·lics.

## Els tapissos de Mortlake

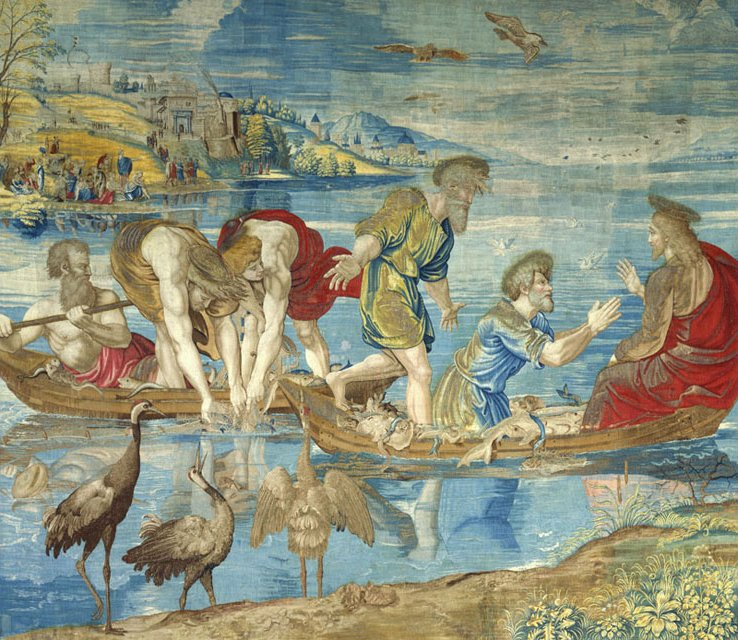
Tapís de la Pesca miraculosa.

Mentre que la col·lecció de pintures era una nova activitat a la cort dels Stuart, l’ús de tapissos i ornaments tèxtils era una forma d’expressió artística plenament consolidada. Carles I va heretar de Jaume V d’Escòcia i Enric VIII d’Anglaterra una gran col·lecció de tapissos.
El rei Jaume I d'Anglaterra, pare de Carles I, va manar en el 1619 la construcció d’un taller per fer tapissos a Mortlake, el primer de les illes britàniques, i es van contractar a 50 operaris experts, procedents de Brussel·les i París. La decisió de crear el taller va coincidir amb l’ampliació de l'ambició en el mecenatge de les arts a la cort Stuart. La Sala del Banquet d'Inigo Jones s'havia començat a construir en aquell mateix any, i això suggereix que el taller de Mortlake es va iniciar en part per equipar el nou edifici de tapissos. Carles I va demostrar interès en el projecte des del primer moment. En els seus inicis, el taller de Mortlake produïa dissenys antics. A partir de 1623, data en què Carles I va adquirir 7 dels cartrons originals de la sèrie Fets dels Apòstols, obra encarregada el 1515 pel papa Lleó X a Rafael, es començaren a produir obres més actuals. El 1625 es van crear còpies de cartrons de Rafael, Mort d’Ananias i La ceguesa d’Elimas per a la posterior producció de tapissos.

## La dispersió de la col·lecció

Venus del Pardo, de Ticià.

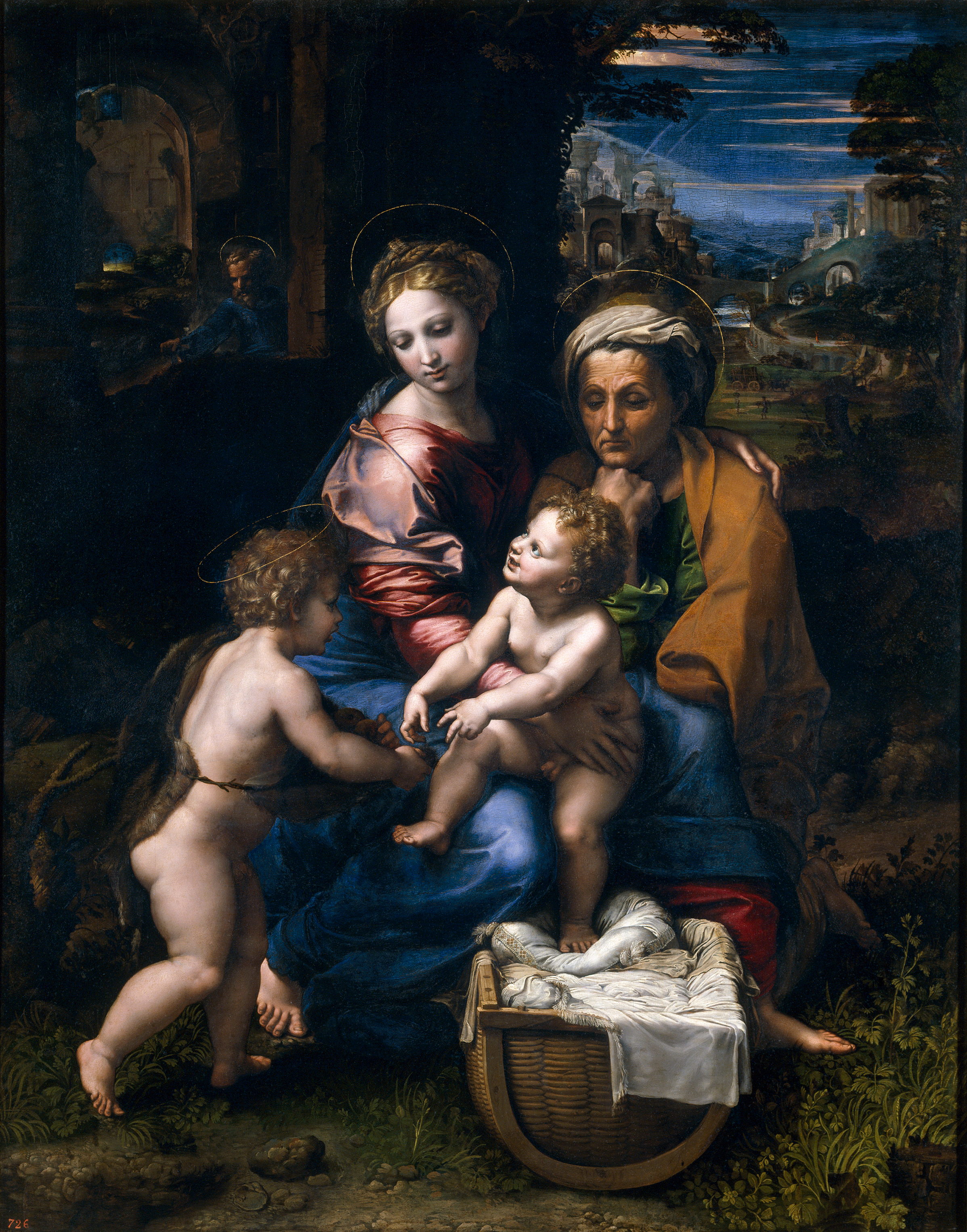
La Sagrada Família, de Rafael.

La guerra civil anglesa va enfrontar els partidaris de Carles I i els del parlament, encapçalats per Oliver Cromwell. Després de diverses derrotes militars, el rei fou capturat, jutjat i executat en el 1649. Dos dies després de la seva execució, el parlament va començar a debatre què fer amb el patrimoni del monarca. Durant la guerra civil anglesa ja s'havien confiscat col·leccions d’art com la de George Villiers, el segon duc de Buckingham, valorada en unes 20.000 lliures.
El nou règim anglès, la Commonwealth d'Anglaterra, aviat va decidir procedir a la seva venda com una via per finançar la construcció de navilis de guerra, així com obtenir recursos econòmics per pagar els deutes que el difunt monarca havia contret amb nombrosos proveïdors i que encara estaven per pagar. Addicionalment, venent el patrimoni, especialment aquells objectes més íntimament associats a  la reialesa, es desproveïa a aquesta dels atributs de poder. Es va procedir a fer un inventari valorat de tot el patrimoni reial, incloent la seva col·lecció d’art ubicada en diversos palaus i residències. I també es va confeccionar una llista de proveïdors sense liquidar. Un cop acabat l’inventari, les obres d’art es traslladaren a Somerset House, trasllat en el que es malmeteren nombroses escultures, i a la tardor de 1649 s'inicià la venda pública de les obres. Els pocs compradors que hi acudiren eren personatges del nou règim, que actuaven per compte de tercers que no volien revelar la seva identitat, comprant obres a preu baix amb la intenció de revendre-les posteriorment amb un marge de benefici. En aquesta operació sembla que hi estaven involucrats algunes de les persones que havien dut a terme les valoracions de les obres.
Dos fets enterbolien el procés; el ritme de les vendes públiques era lent, alentint els ingressos, i molts creditors no figuraven a la llista aprovada pel parlament. Per resoldre la situació, el parlament va fer una segona llista, incloent la majoria de creditors. Per accelerar el procés, es van organitzar catorze sindicats de creditors, amb l’objectiu de que cada sindicat rebés una part del patrimoni reial que després es repartiria entre els seus membres, els quals podrien quedar-se la seva part o bé vendre-la. El procés de distribució no fou equitatiu, sent els presidents del sindicats els grans beneficiats perquè van poder escollir quines peces es quedaven, mentre que els perdedors foren els petits creditors, els quals reberen compensacions molt per sota de les xifres degudes. A través d’aquest sistema es van distribuir 700 pintures.
L’ambaixador espanyol, Alonso de Cárdenas, actuant sota instruccions de Felip IV de Castella, adquirí a través d'intermediaris unes 50 pintures, així com una gran quantitat d'escultures, tapissos i  guadamassils, objectes que foren traslladats al monestir d'El Escorial, a Espanya. Quan en el 1652 el nou règim republicà restablí relacions diplomàtiques amb França, el primer ministre francès, el cardenal Mazarino, envià com ambaixador a Antoine de Bordeaux-Neufville, el qual també es dedicà a comprar obres d’art provinents de la col·lecció de Carles I. La seva entrada al mercat va provocar un increment de preus, encara que la majoria de les millors obres ja s'havien venut. Però els seus esforços van fructificar en la compra de Júpiter i Antiope de Correggio, Venus del Pardo de Ticià i algunes obres de van Dyck, entre elles Els fills de Carles I.
Al llarg de tot el procés, unes 1.300 pintures es van vendre o donar per compensar deutes. El procés de venda va ser allargat, complicat i propens a la corrupció. Els compradors inicialment es van mostrar reticents a veure's aparentment beneficiant-se del regicidi que havia indignat molts a tot Europa. Alguns, inclòs el mateix Oliver Cromwell, l’home fort del nou règim, dubtaven de la saviesa de dissipar la totalitat d'una col·lecció que subratllava el poder i la dignitat de l'estat. De fet, Oliver Cromwell va veure els avantatges de conservar part de la col·lecció com una forma d’apropiar-se de l’autoritat que conferia als seus nous propietaris. Al llarg de tot el procés, es van vendre o donar per compensar deutes unes 1.300 pintures.
El 1660 es va produir la restauració anglesa de la monarquia, essent coronat rei Carles II d'Anglaterra i d'Escòcia, fill de Carles I. Ben aviat el nou règim monàrquic es va posar a recuperar els tresors artístics de Carles I. Les obres que havien deixat el país es van perdre per sempre, però la resta es va perseguir amb molta tenacitat. Al final del regnat de Carles II s'estimà que s'havien perdut definitivament només unes 300 pintures. Però el 4 de gener de 1698 el palau de Whitehall s'incendià, perdent-se tapissos, pintures i escultures, entre les quals destaca el bust de Carles I, esculpit per Bernini. De fet, es van perdre definitivament més obres d’art en l’incendi que en la venda de la col·lecció del rei.